# Іска-сулло-Йоніо
Іска-сулло-Йоніо (італ. Isca sullo Ionio, сиц. Isca) — муніципалітет в Італії, у регіоні Калабрія, провінція Катандзаро.
Іска-сулло-Йоніо розташована на відстані близько 510 км на південний схід від Рима, 35 км на південь від Катандзаро.
Населення — 1623 особи (2014).
Щорічний фестиваль відбувається 10 липня. Покровитель — San Marziale.

## Демографія
Населення за роками:

Станом на 1 січня 2023 року в муніципалітеті офіційно проживали 123 іноземці з 27 країн, серед них 31 громадянин країн Євросоюзу та 1 громадянин України.

## Сусідні муніципалітети
- Бадолато
- Сан-Состене
- Сант'Андреа-Апостоло-делло-Йоніо